# Malcolm Sayer
Malcolm Sayer, född 21 maj 1916 i Cromer, avliden 22 april 1970 i Leamington Spa var en brittisk flygingenjör och bildesigner.
Sayer studerade bil- och flygteknik vid Loughborough University. Under andra världskriget arbetade han för Bristol Aeroplane Company.
Sayer fick senare användning för sina kunskaper inom aerodynamik, när han fick anställning hos Jaguar. Där arbetade Sayer med utvecklingen av  tävlingsbilarna C-Type och D-Type. Han låg även bakom designen av Jaguar E-Type.